# Satomi Miki
Satomi Miki (三木聖美?, Miki Satomi; Tagawa, 19 agosto 1978) è un'ex cestista giapponese.

## Carriera
Con il Giappone ha disputato i Campionati mondiali del 1998.